# Wikimapia
WikiMapia este o hartă online și de resurse de imagini prin satelit, care combină Google Maps cu un sistem wiki, care permite utilizatorilor să adauge informații, în formă grafică, de notă și imagini, în orice locație de pe Pământ. Inspirați de succesul site-urilor Google Maps și Wikipedia, doi antreprenori de internet ruși, Alexandre Koriakine și Evgeniy Saveliev au lansat site-ul web pe data de 24 mai 2006. Scopul său este de a descrie întreaga lume, după cum dealtfel este și sloganul site-ului, "Hai să descriem întreaga lume!". WikiMapia avea în 2010 peste 14.000.000 de locuri marcate. Cu toate că înregistrarea nu este absolut necesară pentru a edita sau a adăuga conținut în WikiMapia, aproape 535.000 utilizatori din întreaga lume sunt în prezent înregistrați. Tot conținutul încărcat de utilizatori pe site devine proprietatea intelectuală a WikiMapia.
După cum se știe, binecunoscutul Google Earth este foarte des utilizat și plăcut de o mulțime de utilizatori ai internetului. Acesta poate să afișeze și locațiile create în WikiMapia, astfel munca dumneavoastră de creare a locurilor în WikiMapia poate fi urmărită peste tot în lume de către utilizatorii Google Earth.

## Principii de bază
Potrivit site-ului, Wikimapia este un proiect de cartografiere colaborativ open-conținut, care vizează marcarea tuturor obiectivelor geografice din lume și oferind o descriere utilă a acestora. Aceasta urmărește, să creeze și să mențină un drum liber, complet, multilingv și să aibă o hartă actualizată a întregii lumi. Wikimapia intenționează să conțină informații detaliate despre fiecare loc de pe Pământ.

## Caracteristici
Site-ul web Wikimapia oferă o hartă interactivă bazată pe Google Maps API, care este formată din informații generate de utilizatori, stratificate deasupra imaginilor din satelit Hărți Google și alte resurse (Bing, OpenStreetMap, Yahoo! Interfața de navigare oferă defilare și funcționalitate zoom similară cu cea a Hărți Google.
Stratul Wikimapia este o colecție de „locații” cu un contur poligonal (clădiri și lacuri) și „locații liniare” (străzi, căi ferate, râuri, feribot). Străzile sunt conectate prin punctele de intersecție, pentru a forma o grilă de stradă. Ambele tipuri de elemente pot avea descrieri textuale și fotografii atașate acestora. Vizitatorii sunt în măsură să facă click pe orice segment de obiect sau de stradă marcate pentru a vedea descrierea. Descrierile pot fi căutate printr-un instrument de căutare built-in. În plus, există și unelte pentru rafinarea căutărilor locurilor existente, în funcție de categorie precum și măsurarea distanțelor dintre obiecte sunt de asemenea disponibile.
Interfața este disponibilă în mai multe limbi, precum și descrierea textuală a fiecărui element poate avea mai multe versiuni în limbi diferite.
Harta Wikimapia poate fi de asemenea incorporată pe alte site-uri în limbaj HTML.

## Editarea hărții
Datele din Wikimapia derivă din munca voluntară. Toți utilizatorii, înregistrați sau neînregistrat (vizitatori), li se permite să adauge un loc pe harta Wikimapia. Cu ajutorul unui instrument simplu de editare grafică, utilizatorii sunt capabili să tragă puncte pentru a desena un contur sau un poligon care se potrivește cu stratul de imagine satelit de dedesubt. Fiecare obiect sau „tag” are domenii specifice de informare care includ categorii, o descriere textuală, adresă, și un link pe Wikipedia legate. Utilizatorii sunt de asemenea capabili de a încărca mai multe fotografii relevante (maxim 7).
Mai puține restricții în editarea hărții sunt oferite către utilizatorii înregistrați, care sunt capabili de a edita și/sau șterge locurile existente, precum și desen locații liniarr (drumuri, căi ferate, râuri și linii de feribot). Câteva pagini de urmărire, ar putea fi setate manual pentru a monitoriza întreaga activitate sau obiect modificările efectuate într-una sau mai multe dintre zonele dreptunghiulare atribuite pe hartă.

## Administrare
Site-ul web este întreținut și dezvoltat de către o mică echipă de administratori (echipa Wikimapia), care introduc caracteristici noi și determină în continuare curs de evoluție. Îmbunătățirile se bazează în mare parte pe un sistem de Feedback pozitiv de la utilizatori înregistrați pe forum pentru discuții publice, rapoarte de bug-uri și cereri de caracteristici.

### Niveluri de utilizatori și roluri speciale
Comunitatea utilizator înregistrați este în mare parte auto-organizat, cu utilizatorii care comunică printr-un sistem de mesaje intern și printr-un forum public Editarea hărții recompensează utilizatori cu „puncte de experiență” și „distincții”, premiile atribuite de către sistem.
Utilizatorii înregistrați sunt clasificați în mod automat, în funcție de nivelurile de puncte de experiență acumulate, cu niveluri mai ridicate au acces la instrumente avansate și la mai puține restricții cu privire la activitatea de editare. Un utilizator înregistrat poate fi promovat la un statut „Utilizator Avansat” (UA), așa cum consideră celelalți AU existenți că merită. Editarea suplimentară și instrumentele de moderare, includ autoritatea de a interzice utilizatorii (vandalii), este dată responsabilitatea combaterii actelor de vandalism pe hartă.
Rolurile speciale de menținere pe forumul site-ului, categoriile, și Documentația Wikimapia (Documente) sunt, de asemenea, oferite de echipa Wikimapia pentru unii utilizatori.

## Calitatea conținutului
Datele din Wikimapia provin de la voluntari care vizitează locuri și adaugă informațiile pe site-ul web. Descrierea textuală atașată la fiecare obiect loc este în format liber, neavând nici o restricție cu privire la stil, cu excepția de a avea un punct de vedere neutru (PVN) „neutru” este explicat pentru a exclude „sentimente, opinii, experiențe, cuvinte care afișează o judecată personală sau ordinea de zi, politica și/sau religie”. Sitarea sursei informațiilor este opțională, dar este încurajată de punerea unui link la un articol relevant și existent pe Wikipedia.
În ciuda acestor recomandări, harta de acoperire este, în general inegală, în unele zone, de obicei, în țările în curs de dezvoltare, fiind îngreunata cu contururi brute, reședinte private, evaluări subiective sau publicitate, care necesită o atenție constantă și de rafinare de către editori cu activitate regulată. Informațiile vagi pot fi editate sau șterse de către utilizatori înregistrați care le consideră că sunt nepotrivite.

## Licențiere
În decembrie 2009, s-a lansat API Wikimapia și a pus la dispoziție conținutul său în mai multe formate pentru utilizare non-comerciale. În decembrie 2010, datele au fost anunțate ca fiind disponibile sub licență non-comercială Creative Commons.
În luna mai 2012, Wikimapia a anunțat că întregul conținut a fost disponibil sub Creative Commons License Atribuire-Distribuire în condiții identice (CC-BY-SA).

## Controverse
În ciuda acestui fapt, deoarece datele situate geo-Wikimapia sunt în mare măsură derivate din imagini aeriene furnizate de Hărți Google (ale căror imagini provin de la parteneri, inclusiv Terra Metrics sau BlueSky), setul de date (și orice alte derivații de la ea) poate constitui o „muncă derivată”. În timp ce în funcție de competență, principiul permite companiilor aeriene de fotografie să acorde dreptul unei licențe, exclusiv pentru a obține geo-date din imaginile lor (comercial, sau sub restricții de proprietate). Aceste îngrijorări cu privire la acest lucru au apărut, în special pe site-uri de cartografiere similare.

## Model de afaceri
Site-ul generează unele venituri utilizând anunțuri Google și Wikimapia Ads.

## Funcționalitate pe alte dispozitive
Wikimapia este disponibilă pe:
- Google Earth, folosind strat dinamic Google Earth în fișier KML.
- Incorporare în orice pagină HTML.
- Majoritatea telefoanelor mobile cu aplicație JavaScript activată, folosind software-ul 3 părți, cum ar fi GMaps mobile.
- IOS (IPhone / IPad)
- Sistem de operare Android.